# بريت نولين
بريت نولين (بالإنجليزية: Brett Newlin)‏ هو مجدف أمريكي، ولد في 24 مارس 1982 في ميسيون فيجو في الولايات المتحدة.

## وصلات خارجية
- بريت نولين على موقع الاتحاد الدولي للتجديف (الإنجليزية)
- بريت نولين على موقع اللجنة الأولمبية الدولية (الإنجليزية)
- بريت نولين على موقع أوليمبيديا (الإنجليزية)